# Geneviève de Brabant (film, 1907)
Pour les articles homonymes, voir Geneviève de Brabant (homonymie) et Brabant.
Pour plus de détails, voir Fiche technique et Distribution.
Geneviève de Brabant est un film muet français en noir et blanc d'un réalisateur inconnu, sorti en 1907.
Ce court métrage de 11 minutes produit par Pathé Frères est inspiré du personnage médiéval légendaire éponyme.

## Synopsis
C'est un drame historique en douze tableaux. Siffroy part pour la guerre et laisse sa femme Geneviève et son bébé au château sous la garde de son intendant Golo. Mais dès que Siffroy est parti, Golo fait la cour à Geneviève et face à son refus, ordonne à ses hommes d'aller l'exécuter dans la forêt. Les hommes emmènent Geneviève en forêt mais ne peuvent se résoudre à assassiner la dame et son nourrisson, et la laissent là. Geneviève et son enfant trouvent refuge dans une caverne, où se trouvent une biche et ses petits...

## Fiche technique
- Titre original : Geneviève de Brabant
- Réalisation : inconnu
- Société de production : Pathé Frères
- Métrage : 200 mètres
- Pays d'origine :  France
- Langue : film muet avec les intertitres en français
- Format : Noir et blanc — 35 mm — 1,33:1 — Muet
- Genre : Film d'aventure, Film fantastique, Film historique
- Durée : 11 minutes
- Dates de sortie : 
  -  France : 12 juillet 1907 au théâtre Pathé Grôlée à Lyon accompagné par Le Souvenir, valse de Delarvelle chantée par Mlle Smithson[2]